# Протести в Грузії (з 2023)
Протести в Грузії (з 2023) — вуличні протести, що почалися по всій Грузії з 7 березня 2023 року внаслідок підтримки парламентом закону про іноземних агентів, аналогічного відповідному закону Росії. Через прийняття закону процес інтеграції Грузії до Євросоюзу було практично припинено. Наприкінці листопада 2024 року уряд країни відклав вступ до Євросоюзу до 2028 року, через це у Грузії відновились масові протести.

## Передісторія
Станом на січень 2021 року, Грузія та Україна готувалися подати заявки на членство в ЄС 2024 року з метою приєднатися до ЄС у 2030-х. Однак, на тлі повномасштабного вторгнення РФ до України 2022 року Україна, Грузія та Молдова спільно подали заявки на членство в ЄС у лютому—березні 2022 року.
23 червня 2022 року Європейська рада надала Україні та Молдові статус кандидатів на вступ до Європейського Союзу. Однак вона відклала надання статусу кандидата Грузії до виконання певних умов. Європейська Рада висловила готовність надати Грузії статус кандидата на вступ до Європейського Союзу після проведення комплексу рекомендованих реформ.
9 червня 2022 року Європейський парламент видав шестисторінкову резолюцію, в якій звинуватив уряд Грузії в підриві свободи преси в країні. Парламент також рекомендував ЄС накласти санкції на засновника керівної партії «Грузинська мрія» Бідзіну Іванішвілі за «його роль у погіршенні політичного процесу в Грузії».
28 червня 2022 року Парламентська асамблея Ради Європи опублікувала декларацію, в якій заявила, що ув'язнений Міхеіл Саакашвілі має бути негайно доставлений на лікування до спеціальної установи за кордоном. Колишній президент Грузії Міхеіл Саакашвілі, який залишив Грузію у 2013 році та був заочно засуджений Тбіліським міським судом до шести років позбавлення волі за зловживання владою, розкрадання і причетність до замаху на вбивство опозиційного депутата, оголосив про своє повернення до Грузії 1 жовтня 2021 року, напередодні місцевих виборів. Пізніше він був заарештований у Тбілісі. За версією слідства, Саакашвілі в'їхав до країни таємно, сховавшись у напівпричепі вантажівки, завантаженої молочними продуктами. Він незаконно перетнув державний кордон Грузії, оминувши митний контроль. Його помістили до Руставської в'язниці, де він оголосив голодування. Його особистий лікар попросив владу перевести його до лікарні, оскільки він продовжував голодування з моменту арешту, а стан його здоров'я нібито погіршився.
14 грудня 2022 року Європейський парламент знову закликав Європейську Раду накласти санкції на Іванішвілі, звинувативши його в погіршенні демократичного політичного процесу в Грузії та закликавши грузинський уряд звільнити Саакашвілі за медичними показаннями для лікування за кордоном.
14 лютого 2023 року Європейський парламент прийняв третю необов'язкову до виконання резолюцію, в якій звинуватив грузинський уряд і Бідзіну Іванішвілі в жорстокому поводженні з Міхеілом Саакашвілі у в'язниці, знову закликавши звільнити Саакашвілі з ув'язнення та ввести персональні санкції проти Іванішвілі.
Партія «Грузинська мрія» розкритикувала резолюції, прем'єр-міністр Іраклій Гарібашвілі назвав їх «безвідповідальними та образливими для нашого народу». Депутат парламенту від «Грузинської мрії» Дімітрі Хундадзе поставив під сумнів політику Грузії щодо членства в ЄС, заявивши: «Ми не поступимося своєю гідністю, щоб отримати статус [кандидата]! […] Ніхто не залякає Бідзіну Іванішвілі або грузинську державу погрозами санкцій!».
2 серпня 2022 депутати парламенту Грузії Созар Субарі, Міхеіл Кавелашвілі та Дімітрі Хундадзе вийшли з керівної партії «Грузинська мрія» і заснували рух «Сила народу». За словами депутатів, їхньою метою було говорити та викривати правду, «приховану за лаштунками грузинської політики». Члени «Сили народу» опублікували низку відкритих листів, в яких звинуватили Сполучені Штати і Європейський Союз у спробах повалити грузинський уряд. Рух особливо критикував зовнішню політику Сполучених Штатів у Грузії. Його члени ставлять під сумнів американське фінансування Грузії, стверджуючи, що воно лише зміцнює американські інтереси в Грузії шляхом державних інститутів і суверенітету Грузії.
Рух «Народна влада» звинувачує США і ЄС у втручанні у внутрішні справи країни та підриві грузинської судової системи. Судова реформа була однією з 12 вимог, висунутих Європейським Союзом для отримання Грузією статусу кандидата на вступ до ЄС, хоча, на думку «Сили народу», ця пропозиція була спрямована на «підпорядкування грузинської судової системи іноземному контролю». Рух звинуватив низку грузинських політичних партій (у тому числі найбільшу опозиційну партію «Єдиний національний рух», очолювану Міхеілом Саакашвілі) та неурядових організацій у тому, що вони є «американськими агентами».
На думку «Сили народу», Міхеіл Саакашвілі незаконно повернувся до Грузії, щоб здійснити державний переворот, і його підтримали США та депутати Європарламенту. Члени «Сили народу» заявили, що посольство США в Грузії намагалося втягнути країну в російсько-українську війну, і що грузинський уряд і Іванішвілі мали бути були покарані Європарламентом за «мирну політику» і відмову відкривати «другий фронт» проти Росії в Грузії. «Грузинська мрія» не схвалила цю критику втручання США у справи Грузії, а Іраклій Гарібашвілі заявив, що США та Європейський Союз є «стратегічними партнерами Грузії». Тим часом шість інших депутатів приєдналися до руху від «Грузинської мрії», позбавивши його парламентської більшості. Водночас дев'ять членів руху "Сила народу"в парламенті вирішили залишитися у керівної більшості, підтримуючи уряд Іраклія Гарібашвілі. Голова партії «Грузинська мрія» Іраклій Кобахідзе пообіцяв співпрацювати з «Силою народу» з ключових питань.
29 грудня 2022 року рух «Сила народу» висловив намір розробити закон про іноземних агентів, щоб обмежити іноземний вплив у країні.
15 лютого 2023 року законопроєкт був поданий до парламенту Грузії. Приводом для протестів став проросійський закон, в якому обмежуються недержавні, та незалежні ЗМІ. Аналогічний закон діє і на території Росії. Міжнародні організації висловили стурбованість щодо законопроєкту, заявивши, що він суперечить демократичному розвитку Грузії.
Партія «Сила народу» заявила, що законопроєкт є копією американського закону FARA.

## Хід подій

### 2023
7 березня протест одразу став яскраво антиросійським, адже, на думку його учасників, парламентарі продалися Росії та реалізують інтереси Москви. Мітингарі співали український гімн, приспівку «Путін — хуйло!», тримали державні Прапори України. Учасники мітингу намагалися прорватися до будівлі парламенту, але були розігнані поліцією. Грузинська поліція застосувала сльозогінний газ і водомети проти протестувальників. За перший день протестів було заарештовано 66 протестувальників.
8 березня о 15:00 десятки тисяч людей почали збиратися під парламентом, закликаючи його членів припинити обговорення закону про іноземних агентів. Мітингарі оточили будівлю, у центрі Тбілісі з'явилися барикади, коктейлі молотова та згорілі автомобілі. З боку поліції летіло ще більше гумових куль, води з водометів і сльозогінного газу. Стало відомо про перше вогнепальне поранення. Ситуація в столиці Грузії почала нагадувати Революцію гідності. Було затримано 66 осіб.
9 березня керівна коаліція оголосила про відкликання законопроєкту, проте така процедура не може бути втілена через правила парламенту.
На акції протесту у центрі Тбілісі почали висувати політичні вимоги і разом з відставкою уряду вимагають проведення дострокових виборів. Мітинги продовжилися, їхні учасники вимагали від поліціянтів відпустити всіх затриманих раніше учасників.
12 березня в центрі Тбілісі силовики знову розігнали протестувальників, було використано сльозогінний газ, водомети, поліціянти стріляли в повітря з пневматичної зброї.
19 травня в Тбілісі відновилися протести через відновлення російсько-грузинського авіасполучення, цього дня до Тбілісі прибув перший за 4 роки літак із РФ. 27 липня відбулась акція протесту проти круїзного лайнера Росії, 31 липня було затримано 9 українців.

### 2024
17 квітня грузинський парламент ухвалив законопроект «про іноагентів», після чого в Грузії відновилися масові протести. 25 квітня в Європейському парламенті ухвалили резолюцію щодо законопроекту, заявивши, що він може стати загрозою для вступу країни до ЄС.
30 квітня, напередодні другого читання законопроекту, тисячі людей вийшли у центр Тбілісі на протести, почалися жорсткі сутички з поліцією.
1 травня у центрі Тбілісі протестувальники почали облаштовувати залізні конструкції біля входу до бази Управління спецпризначення. Того ж дня Президент Грузії Саломе Зурабішвілі закликала припинити розгін демонстрації.
11 травня у Тбілісі відбувся «Європейський марш», найбільший мітинг у сучасній історії країни.
13 травня грузинські депутати рекордно швидко підтримали законопроект про іноагентів, на це вони витратили 67 сек. Прем'єр-міністр Іраклій Кобахідзе заявив, що просуватиме законопроект для ухвалення в третьому читанні. Спецназ у Тбілісі продовжив спроби розганяти учасників мітингу. 28 травня парламент подолав вето президента Зурабішвілі та остаточно ухвалив закон.
3 червня спікер парламенту Шалва Папуашвілі підписав закон «Про прозорість іноземного впливу», згідно з яким Мін'юст і Мінфін Грузії отримали право без суду вимагати інформацію та проводити діяльність згідно з системою «доносів», впроваджуючи на свій розсуд штрафи стосовно організацій.

#### Парламентські вибори
26 жовтня відбулися вибори до парламенту Грузії, де спостерігачі зафіксували численні порушення. За підрахунками ЦВК, перемогу здобула проросійська партія «Грузинська мрія». Опозиція відмовилася визнавати результати виборів та оголосила бойкот новому парламенту. У листопаді в Тбілісі опозиція посилила протести.
25 листопада протести продовжилися, опозиція відновила протести через невизнання парламентських виборів у країні. Поліціянти оточили парламент, намагаючись перешкоджати встановленню наметів. На тлі протестів, керівна партія висунула колишнього футболіста Михаїла Кавелашвілі на пост президента країни.

#### Відмова від переговорів щодо вступу у ЄС
28 листопада проросійський прем'єр Грузії Іраклій Кобахідзе заявив про відмову уряду від переговорів щодо вступу Грузії до ЄС до 2028 року. Десятки грузинських дипломатів засудили призупинення євроінтеграції країни. Під зверненням підписалося понад 90 співробітників МЗС Грузії. Після цього десятки тисяч людей вийшли на вулиці на знак протесту. Поліція почала розгін протестувальників із застосуванням димових шашок, сльозогінного газу та водометів. Внаслідок дій поліції кілька людей отримали поранення.
30 листопада протестувальники спалили опудало очільника проросійської партії «Грузинська мрія» Бідзіни Іванішвілі, вибили вікна та закидали фаєрами грузинський парламент, у будівлі почалась пожежа, мітингувальники будували барикади. Протягом ночі поліціянти розганяли протестувальників, зранку зачистивши проспект Руставелі від людей. Понад 500 працівників грузинського Будинку юстиції підписали заяву про незгоду з рішенням призупинити вступ до ЄС. Президент Грузії Саломе Зурабішвілі заявила, що не складатиме повноваження попри закінчення мандату, пояснивши це тим, що парламент втратив легітимність.
1-2 грудня протести посилилися, поліціянти продовжили затримувати і розганяти людей, відігнавши частину протестувальників від будівлі парламенту. Попри спроби силового розгону, багато протестувальників залишилася на ніч на вулицях. Студенти та викладачі Тбіліського державного університету оголосили страйк. Вперше на протестах у силовиків почали кидали коктейлі Молотова. На площі Руставелі силовики почали розгортання водометів.
4 грудня Ніку Гварамію, одного з лідерів руху «Коаліції за зміни», перевели до СІЗО в Марнеулі, це сталося після затримання правоохоронцями. В центрі Тбілісі поліцейський спецназ жорстко затримував та розігнав учасників акції з використанням водометів і сльозогінного газу.
5 грудня вночі вперше не було розгонів протестів, але продовжилися арешти учасників.
6 грудня спецназ уперше за три дні почав жорсткий розгін і затримання протестувальників. 7 грудня увечері тисячі людей вчергове зібралися в центрі Тбілісі, на активістів та журналістів нападали невідомі особи у масках. Невідомі напали на знімальну групу телеканалу «Пірвелі» близ парламенту.
11 грудня до протестів у Тбілісі приєдналися працівники державного сектору, зокрема, вчителі й лікарі.
13 грудня грузинська влада внесла зміни до закону «Про збори та демонстрації», що заборонила носити масок або інших спецзасобів, які закривають обличчя, під час протестів. Також учасникам протестів заборонили мати піротехніку та лазерні вказівки. Штрафи за використання піротехніки підвищили до 5 000 ларі (~$1800) для фізичних осіб та 15 000 ларі ($5400) для організацій. Президентка Грузії Саломе Зурабішвілі та опозиція назвали ці зміни нелегітимними.
14 грудня президентом країни обрали Михаїла Кавелашвілі, він був єдиним кандидатом на пост президента, якого висунула керівна партія. Президента було обрано виборчою колегією, де більшість має партія Грузинська мрія. У відповідь в США заявили, що офіційно визнають Зурабішвілі єдиним легітимним президентом Грузії до перевиборів. Під час виборів протестувальники зібралися під будівлею парламенту з метою зупинити голосування. Зурабішвілі вийшла до учасників маршу матерів, рідні яких були затримані силовиками, і подякувала протестувальникам. 21 грудня після паузи люди відновили протести.
24 грудня Зурабішвілі оголосила про створення ради з підготовки нових парламентських виборів і попередила керівну партію «Грузинська мрія», що режим впаде у випадку, якщо не буде досягнуто угоди до 29 грудня. Прем'єр-міністр Грузії Іраклій Кобахідзе заявив, що Зурабішвілі буде вимушена піти з посади, і пригрозив їй в'язницею у разі непокори.
29 грудня Кавелашвілі склав присягу і поновилися арешти протестувальників. Зурабішвілі заявила, що не збирається йти з посади, поки не будуть проведені перевибори, але 29 грудня добровільно покинула президентський палац та заявила, що «забирає легітимність».

### 2025
15 січня в країні було оголошено національний з вимогою проведення парламентських виборів та звільнення затриманих протестувальників.
2 лютого Протести в Тбілісі поновилися, протестувальники вимагали провести перевибори. Поліція почала затримання й побиття учасників протестів, що зібралися біля ТРЦ Tbilisi Mall. Щонайменше 20 людей було затримано.
10 лютого відбувся суд над співачкою Ніно Катамадзе за участь у протестах, разом із нею судили вісьмох інших людей, які брали участь у протестах біля будинку судді Кутаїського апеляційного суду Малхаза Окропірашвілі.
26 лютого представники партії «Грузинська мрія» ініціювали законопроект, що мав посилити обмеження для ЗМІ. Згідно зі змінами, Комісія з питань зв'язку зможе штрафувати теле- та радіостанції.

## Реакції

### Грузія
- Президент Грузії Саломе Зурабішвілі підтримала протестувальників, заявивши, що «шлях європейської інтеграції має бути захищений». Вона заявила, що накладе вето і скасує законопроєкт.[89][90] 5 грудня Зурабішвілі привітала рішення Зеленського про санкції проти Бідзіни Іванішвілі та 19 його спільників[91].
- Прем'єр-міністр Грузії Іраклій Гарібашвілі 7 березня 2023 року підтвердив підтримку закону, заявивши, що запропоновані положення про іноземних агентів відповідають «європейським і світовим стандартам».[92]
- Міністерство МВС попросило протестувальників розійтися, попередивши, що для відновлення спокою будуть вжиті «законні заходи». Міністерство заявило, що протест вийшов за рамки мирного зібрання і переріс у насильство. Міністерство також заявило, що поліція була змушена застосувати пропорційну силу для відновлення громадського порядку.[89]
- Понад 60 ГО та ЗМІ заявили, що не виконуватимуть вимоги законопроєкту, якщо він буде підписаний як закон.[93]
- 29 листопада 2024 року посол Грузії в Болгарії Отар Бердзенішвілі подав у відставку через зрив євроінтеграції, це стало першим випадком звільнення на знак протесту проти дій проросійської влади Грузії[94].

### Естонія
- Естонія ввела санкції проти прем'єр-міністра Грузії Іраклі Кобахідзе та 13 посадовців та суддів (грудень 2024)[95]

### Україна
- Президент Зеленський заявив, що Україна бажає бачити Грузію членом ЄС і подякував учасникам протестів за підтримку України.[96]
- 5 грудня 2024 року Зеленський ввів санкції проти тієї частини Іванішвілі та 19 його спільників[97][98][99].

### ЄС
- У квітні 2024 року в ЄС розкритикували закон та зазначили, що він може вплинути на членство країни в блоці[100].
- 1 січня 2025 року Німеччина, Франція та Польща скасували безвіз для грузинських дипломатів[101]

### Литва
- В Литві заявили про готовність надати притулок президенту Грузії Саломе Зурабішвілі, якби виникла необхідність[102]. Також Литва ввела санкції проти 11 представників грузинської влади[103].
- 15 грудня 2024 Литва додала до санкційного списку 17 грузинських політиків і чиновників, які придушували протести[104].

### Країни Балтії
- Проти Вахтанга Гомелаурі, голови МВС Грузії, було введено санкції Латвії, Литви та Естонії[105].

### США
- Нед Прайс підтримав протести і заявив, що США мають інструменти для притягнення до відповідальності тих, хто суперечить волі грузинського народу, натякаючи на можливі санкції проти грузинських чиновників.[106]
- У травні 2024 року США запровадили візові обмеження стосовно Грузії через закон про іноагентів[107]
- 30 листопада 2024 року США призупинили стратегічне партнерство з Грузією[108][109]
- У грудні 2024-го США запровадили візові обмеження проти відповідальних за підрив демократії в Грузії й причетних, зокрема, міністрів та правоохоронців[110].
- Тоді ж США наклали санкції на співробітників МВС Грузії, причетних до утисків протестувальників, а також на міністра МВС Грузії Вахтанга Гомелаурі[111].